# Crim passional
Crim passional (títol original en anglès: Crime of Passion) és una pel·lícula dels Estats Units dirigida per Gerd Oswald, estrenada el 1957. Ha estat doblada al català.

## Argument[2]
Kathy (Barbara Stanwyck) és una ambiciosa experiodista que va deixar la feina per casar-se amb un detectiu d'homicidis (Sterling Hayden). Frustrada per la seva falta d'ambició i a fi d'aconseguir un ascens per al seu marit, no dubta a coquetejar perillosament amb el cap d'aquest (Raymond Burr). Atrapada en una difícil situació que ella mateixa ha creat, acabarà cometent un crim. El pitjor és que el seu marit serà l'encarregat d'investigar-ho.

## Repartiment
- Barbara Stanwyck: Kathy Ferguson Doyle
- Sterling Hayden: Tinent de policia Bill Doyle
- Raymond Burr: Inspector de policia Anthony Pope
- Fay Wray: Alice Pope
- Virginia Grey: Sara Alidos
- Royal Dano: Capità de policia Charlie Alidos
- Robert Griffin: Sergent James
- Dennis Cross: Sergent Jules
- Jay Adler: M. Nalence
- Stuart Whitman: Tècnic de laboratori
- Malcolm Atterbury: Oficial de policia Spitz
- Robert Quarry: Sam, Periodista
- Gail Bonney: Sra. London